# Cytocanis denticulosa
Cytocanis denticulosa là một loài bướm đêm trong họ Noctuidae.